# 金鳳凰 (馬)
金鳳凰（英語：Golden Pheasant），是美國出生的英國、法國及美國純種競賽馬匹。生涯活躍於中距離賽事，曾勝出雅靈頓百萬金大賽及日本盃。

## 出賽前
1986年4月23日出身於美國Carelaine牧場，成長途中被當時國家冰球聯盟球隊洛杉磯國王班主布魯斯·麥克納爾及愛民頓油人球員韋恩·格雷茨基共同出資購入。
其後交由英國練馬師白禮頓訓練。

## 競賽生涯

### 3歲
1989年4月14日出戰紐百利馬場未勝利戰，於其中成功以優秀的姿態奪得首次勝。
5月9日出戰三級賽車士達瓶，於其中敗於老域克獲得亞軍。
其後出於種種考慮，陣營決定安排其轉籍法國，進入當地練馬師皮仕誠之馬房。
6月11日出戰轉籍後的首戰連斯錦標獲得第二，其後出戰一級賽聖格盧大賽亦飲恨以亞軍首場。
9月17日以凱旋門大賽爲目標出戰前哨戰尼爾錦標，於其中展現優秀的反應進入加速姿態，最終以凌厲的末腳速度超越前方賽駒取得首個分級賽冠軍。
其後按照計劃出戰凱旋門大賽，然而受到外檔起步的影響下未能進佔有利位置，最終亦無法於直路衝出以第十四大敗。

### 4歲
進入1990年，陣營於年初再度安排其轉籍美國，最終交由練馬師韋定咸訓練。
4月22日於休養充足後以聖雅尼塔馬場的一般賽作爲年度首戰，成功壓制對手下以1 3/4馬位優勢奪得冠軍。
5月13日出戰約翰亨利讓賽，再度以優秀的表現輕鬆獲勝。
其後挑戰一級賽荷李活草地讓賽及艾迪李德讓賽，但未能做出突破之下分別以第四及第三落敗。
短暫放草後以雅靈頓百萬金大賽作爲目標，於其中展現絕佳狀態及韌力不斷加速，最終於直路率先透出下以1 1/4馬位戰勝With Approval取得首個一級賽冠軍。

### 5歲
1991年上半年處於休養狀態，9月11日復出出戰一般賽但以第十大敗，其後再度出戰一般賽及百威國際賽亦僅以第二及第七完賽。
11月陣營安排其遠征日本，以日本盃作爲目標，賽前僅獲得第七人氣。比賽開始後，前方由George Monarch帶出領放，第一人氣目白麥昆及第二人氣美妙之夜於中團左右位置推進，以金鳳凰及第三人氣大踏步則於後方位置追走。進入對面直路後，金鳳凰逐漸提高步速進行爬升，於第四彎道時經已進佔第八左右的位置。進入直路後，騎師史提芬隨即指揮其加速，最終於其轟出後600米34.2秒的末腳速度下，成功壓贏一同衝出的美妙之夜及Shaftesbury Avenue，爆冷贏得第二個一級賽冠軍。

### 6歲
回國稍爲調整後於1992年1月20日出戰聖馬科斯讓賽，但最終僅獲得第四的戰績。
5月24日出戰二級賽英格活讓賽，並於其中再度戰勝所有對手奪冠。
其後繼續出戰各賽事但均未能掄元，最佳戰績爲於美國讓賽及雅靈頓百萬金大賽取得季軍。
11月9日出戰查列頓布格讓賽取得第四後，陣營決定安排其退役。

### 詳細賽績
| 日期       | 舉辦國家 | 馬場     | 距離   | 級別 | 賽事名稱         | 負重 | 騎師   | 馬號     | 出馬 | 名次 | 時間     | 頭馬（二馬）      |
| ---------- | -------- | -------- | ------ | ---- | ---------------- | ---- | ------ | -------- | ---- | ---- | -------- | ----------------- |
| 14/4/1989  | 英國     | 紐百利   | 草2200 |      | 未勝利           | 57   | 羅拔時 | 3        | 8    | 1    | 2:31.63  | （Fair Prospect） |
| 9/5/1989   | 英國     | 車士達   | 草2400 | GIII | 車士達瓶         | 56   | 羅拔時 | 2        | 5    | 2    | 紀錄缺失 | 老域克            |
| 11/6/1989  | 法國     | 尚蒂伊   | 草2400 | GIII | 連斯錦標         | 55   | 告東尼 | 紀錄缺失 | 8    | 2    | 紀錄缺失 | Harvest Time      |
| 2/7/1989   | 法國     | 聖格盧   | 草2400 | GI   | 聖格盧大賽       | 55   | 告東尼 | 3        | 6    | 2    | 紀錄缺失 | Sheriff's Star    |
| 17/9/1989  | 法國     | 隆尚     | 草2400 | GII  | 尼爾錦標         | 56   | 告東尼 | 紀錄缺失 | 8    | 1    | 2:32.5   | （French Glory）  |
| 8/10/1989  | 法國     | 隆尚     | 草2400 | GI   | 凱旋門大賽       | 56   | 告東尼 | 19       | 19   | 14   | 紀錄缺失 | 頌詩堂            |
| 22/4/1990  | 美國     | 聖雅尼塔 | 草1800 |      | 一般賽           | 52.5 | 麥嘉倫 | 1        | 10   | 1    | 1:45.8   | （Fly Till Dawn） |
| 13/5/1990  | 美國     | 荷李活園 | 草1800 | GII  | 約翰亨利讓賽     | 54.5 | 麥嘉倫 | 3        | 5    | 1    | 1:47.0   | Classic Fame      |
| 28/3/1990  | 美國     | 荷李活園 | 草2000 | GI   | 荷李活草地讓賽   | 55.5 | 麥嘉倫 | 5        | 6    | 4    | 紀錄缺失 | 史泰倫            |
| 12/8/1990  | 美國     | 德爾馬   | 草1800 | GI   | 艾迪李德讓賽     | 55.5 | 史提芬 | 3        | 8    | 3    | 紀錄缺失 | Fly Till Dawn     |
| 2/9/1990   | 美國     | 雅靈頓   | 草2000 | GI   | 雅靈頓百萬金大賽 | 57   | 史提芬 | 1        | 11   | 1    | 1:59.6   | （With Approval） |
| 11/9/1991  | 美國     | 德爾馬   | 草1600 |      | 一般賽           | 52.5 | 史提芬 | 7        | 10   | 10   | 紀錄缺失 | Val des Bois      |
| 4/10/1991  | 美國     | 聖雅尼塔 | 草1800 |      | 一般賽           | 52   | 中谷   | 1        | 6    | 2    | 紀錄缺失 | Wolf              |
| 19/10/1991 | 美國     | 桂冠園   | 草2000 | GI   | 百威國際賽       | 57   | 麥嘉倫 | 3        | 13   | 7    | 紀錄缺失 | Leariva           |
| 24/11/1991 | 日本     | 東京     | 草2400 | GI   | 日本盃           | 57   | 史提芬 | 14       | 15   | 1    | 2:24.7   | （美妙之夜）      |
| 20/1/1992  | 美國     | 聖雅尼塔 | 草2000 | GIII | 聖馬科斯讓賽     | 55.5 | 史提芬 | 5        | 6    | 4    | 紀錄缺失 | Classic Fame      |
| 24/5/1992  | 美國     | 荷李活園 | 草1700 | GII  | 英格活讓賽       | 55   | 史提芬 | 1        | 7    | 1    | 1:39.86  | （Blaze O'Brien） |
| 4/7/1992   | 美國     | 荷李活園 | 草1800 | GII  | 美國讓賽         | 56   | 史提芬 | 1        | 4    | 3    | 紀錄缺失 | Man from Eldorado |
| 16/8/1992  | 美國     | 德爾馬   | 草1800 | GI   | 艾迪李德讓賽     | 55.5 | 史提芬 | 6        | 7    | 5    | 紀錄缺失 | 鑲嵌藝術          |
| 6/9/1992   | 美國     | 雅靈頓   | 草2000 | GI   | 雅靈頓百萬金大賽 | 57   | 史提芬 | 4        | 12   | 3    | 紀錄缺失 | Dear Doctor       |
| 17/10/1992 | 美國     | 聖雅尼塔 | 草1600 | GII  | 科斯特上校讓賽   | 55.5 | 史提芬 | 1        | 8    | 6    | 紀錄缺失 | Twilight Agenda   |
| 9/11/1992  | 美國     | 聖雅尼塔 | 草2000 | GII  | 查列頓布格讓賽   | 55.5 | 史提芬 | 7        | 9    | 4    | 紀錄缺失 | Missionary Ridge  |

## 退役後
退役後，鳳凰被社台集團引入日本成爲配種馬，於北海道早來町（今安平町）社台Stallion Station休養，於1993年進行配種，首批子嗣於1994年出生。首批子嗣可於1996年出賽。1997年5月3日，Tokio Excellent在青葉賞取勝，成爲首匹勝出分級賽的子嗣。
其後被轉移至北海道靜內町（今新日高町）Rex Stud，於此處繼續配種。
2002年被贈予中國北京市大興區龍頭牧場，於當地繼續以配種馬身份工作。
2007年7月25日，其於馬房內死亡，享年21歲。

### 主要子嗣

#### 分級賽優勝子嗣
1994年生
- Tokio Excellent（青葉賞）

2001年生
- Yamanin Alabaster（新潟紀念、府中牝馬錦標）

## 血統簡介
父系Caro爲愛爾蘭出生的法國賽駒，生涯戰績優秀，曾勝出法國二千堅尼、伊斯巴翰錦標、根利錦標及多拉爾錦標等賽事。祖父Fortino爲法國賽駒，生涯戰績優秀，曾勝出隆尚教堂大賽、聖佐治錦標及莫特爾錦標。
母系Perfect Pigeon爲美國賽駒，生涯十三戰全敗。外祖父圓桌武士亦爲美國賽駒，生涯戰績彪炳，曾勝出荷里活金盃、聖雅尼塔讓賽、灣流讓賽、聯合國讓賽及曼克頓讓賽等多項大賽。

### 血統表
| 父線：Fortino系（Grey Soverign系）     |                            |                   |                   |
| 種馬 Caro 1697年（灰色）               | Fortino 1959年（灰色）     | Grey Soverign     | Nasrullah         |
| 種馬 Caro 1697年（灰色）               | Fortino 1959年（灰色）     | Grey Soverign     | Kong              |
| 種馬 Caro 1697年（灰色）               | Fortino 1959年（灰色）     | Ranavalo          | Relic             |
| 種馬 Caro 1697年（灰色）               | Fortino 1959年（灰色）     | Ranavalo          | Navarra           |
| 種馬 Caro 1697年（灰色）               | Chambord 1955年（栗色）    | Chamossaire       | Precipitation     |
| 種馬 Caro 1697年（灰色）               | Chambord 1955年（栗色）    | Chamossaire       | Snowberry         |
| 種馬 Caro 1697年（灰色）               | Chambord 1955年（栗色）    | Life Hill         | Solario           |
| 種馬 Caro 1697年（灰色）               | Chambord 1955年（栗色）    | Life Hill         | Lady of the Snows |
| 繁殖雌馬 Perfect Pigeon 1971年（棗色） | 圓桌武士 1954年（棗色）    | Princequillo      | Prince Rose       |
| 繁殖雌馬 Perfect Pigeon 1971年（棗色） | 圓桌武士 1954年（棗色）    | Princequillo      | Cosquilla         |
| 繁殖雌馬 Perfect Pigeon 1971年（棗色） | 圓桌武士 1954年（棗色）    | Knight's Daughter | Sir Cosmo         |
| 繁殖雌馬 Perfect Pigeon 1971年（棗色） | 圓桌武士 1954年（棗色）    | Knight's Daughter | Feola             |
| 繁殖雌馬 Perfect Pigeon 1971年（棗色） | Pink Pigeon 1957年（棗色） | T. V. Lark        | Indian Hemp       |
| 繁殖雌馬 Perfect Pigeon 1971年（棗色） | Pink Pigeon 1957年（棗色） | T. V. Lark        | Miss Larksfly     |
| 繁殖雌馬 Perfect Pigeon 1971年（棗色） | Pink Pigeon 1957年（棗色） | Ruwenzori         | Oil Capitol       |
| 繁殖雌馬 Perfect Pigeon 1971年（棗色） | Pink Pigeon 1957年（棗色） | Ruwenzori         | Ruanda            |
| 雌系：號族：3-o                        |                            |                   |                   |
| 五代內近親交配：Nasrullah 4×5          |                            |                   |                   |

## 命名由來
名字Golden Pheasant意思是红腹锦鸡，聯想自母系Perfect Pigeon（意思是完美鴿子）之名字，香港則取字面意思，翻譯为「金鳳凰」。

## 外部連結
- 金鳳凰 racingpost.com （页面存档备份，存于）
- 金鳳凰 netkeiba.com （页面存档备份，存于）
- 血統表 （页面存档备份，存于）